# Северная Шуралка
Се́верная Шура́лка — река на Среднем Урале, в Горнозаводском округе Свердловской области России, левый приток Нейвы. Река протекает по землям Кировградского и Невьянского муниципальных округов. На Северной Шуралке расположено старинное село Шурала, где река запружена. Восточнее села река впадает в Невьянский пруд. Длина реки Северной Шуралки составляет 18 километров. Имеет правый приток — Южная Шуралка.

## Данные водного реестра
По данным государственного водного реестра России, Северная Шуралка относится к Иртышскому бассейновому округу, речному бассейну Иртыша, речному подбассейну Тобола. Водохозяйственный участок — Нейва от истока до Невьянского гидроузла.
Код объекта в государственном водном реестре — 14010501612111200006343.

Река и пруд в селе Шурала
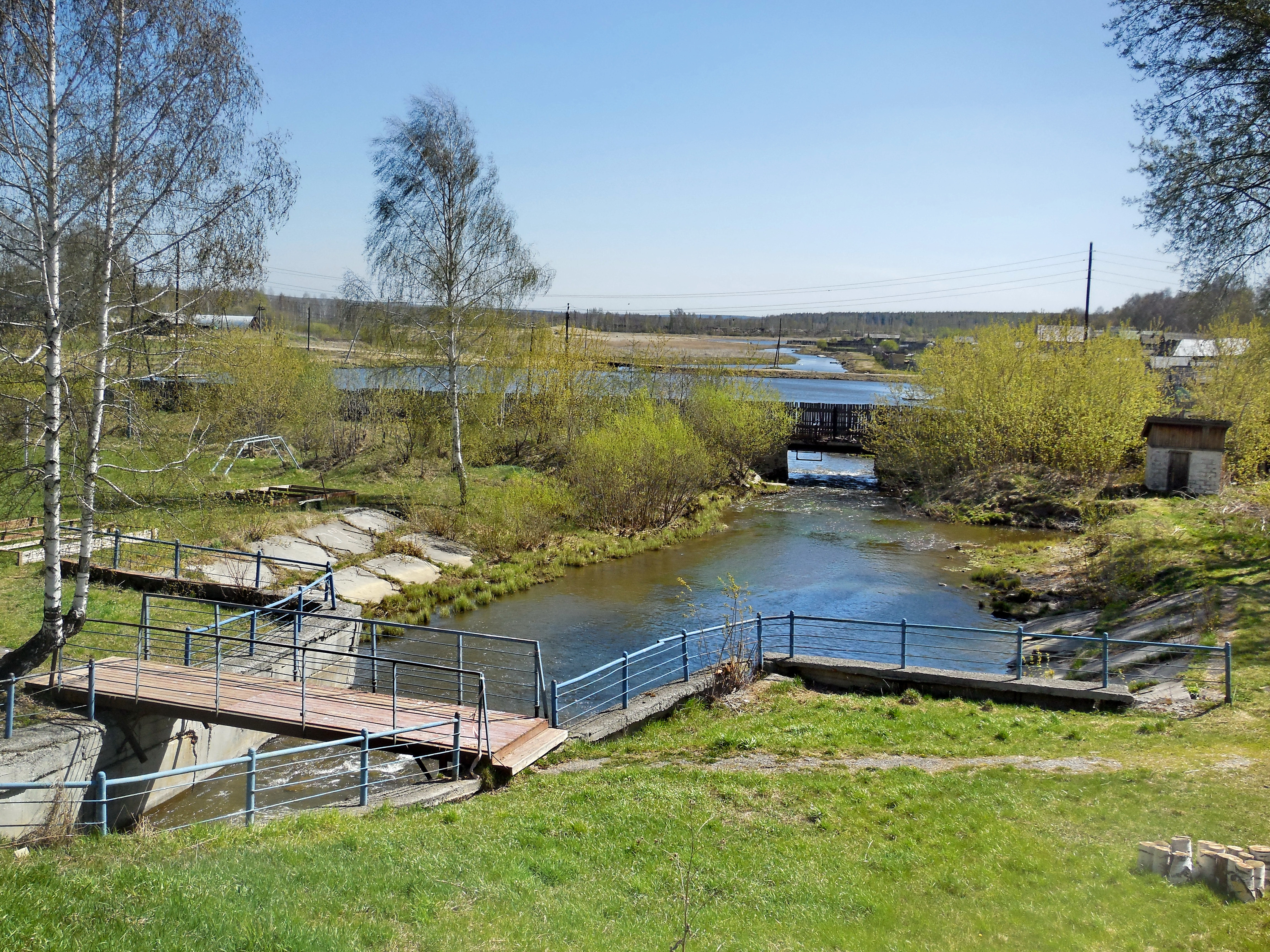
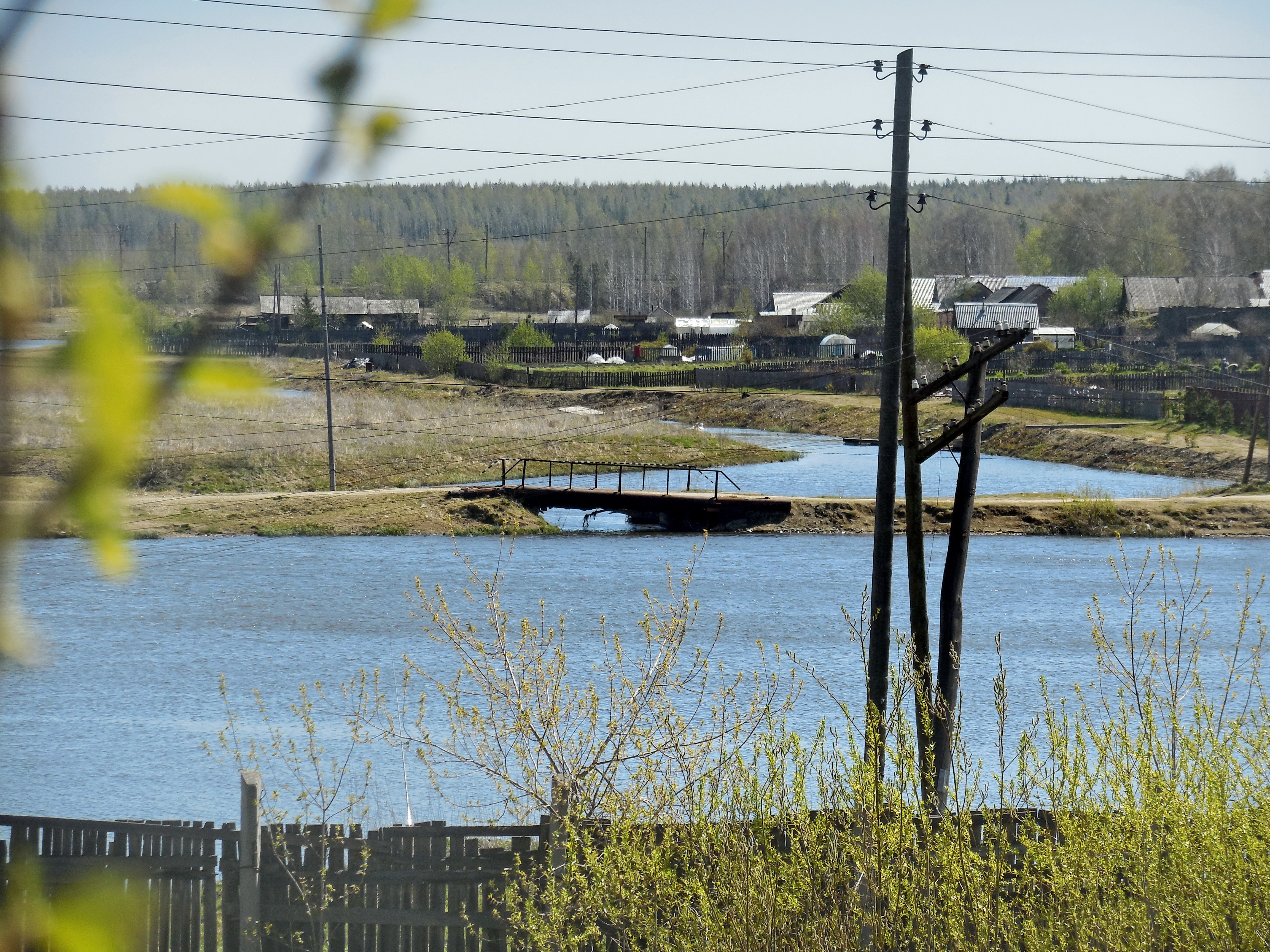
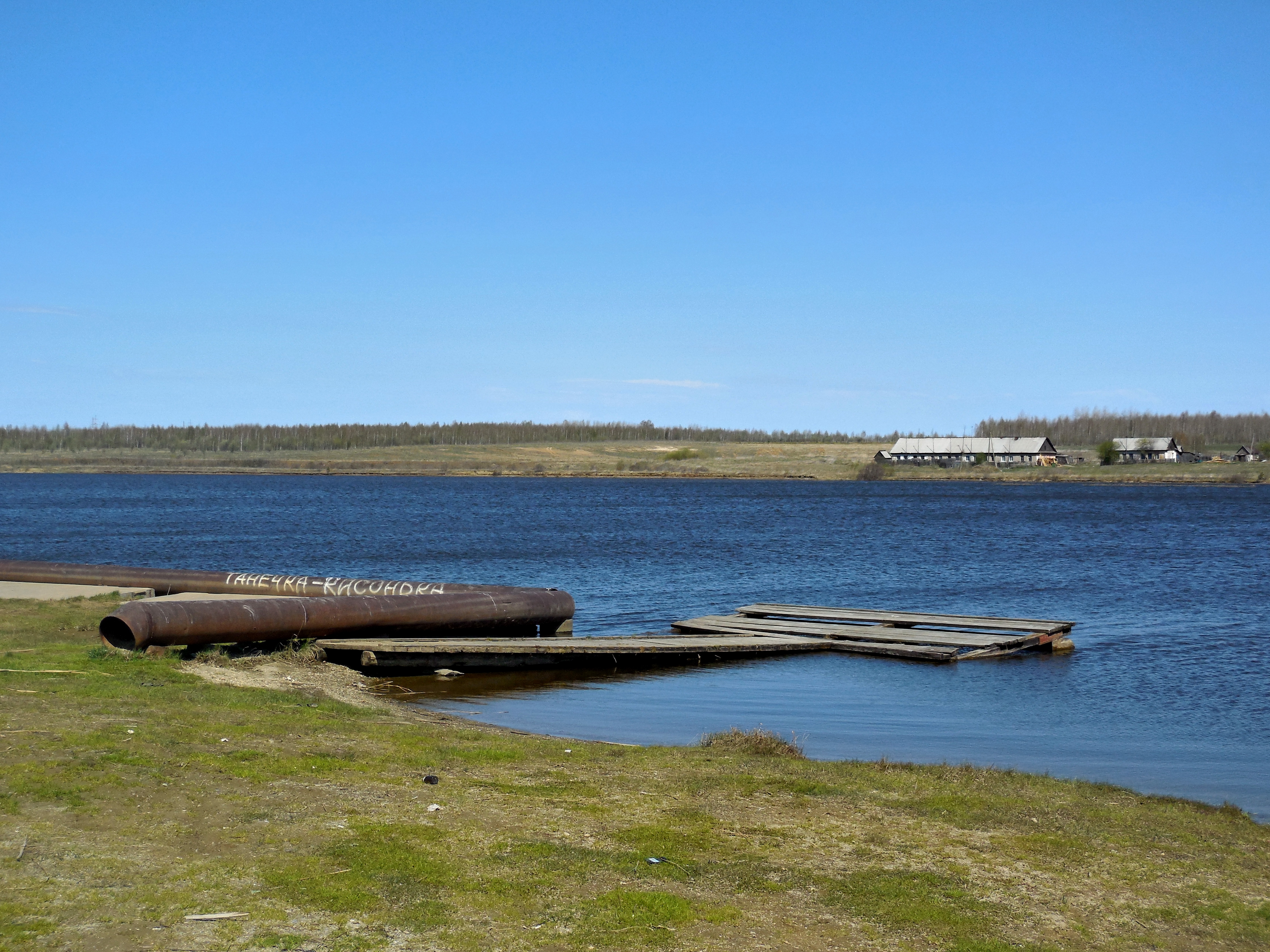
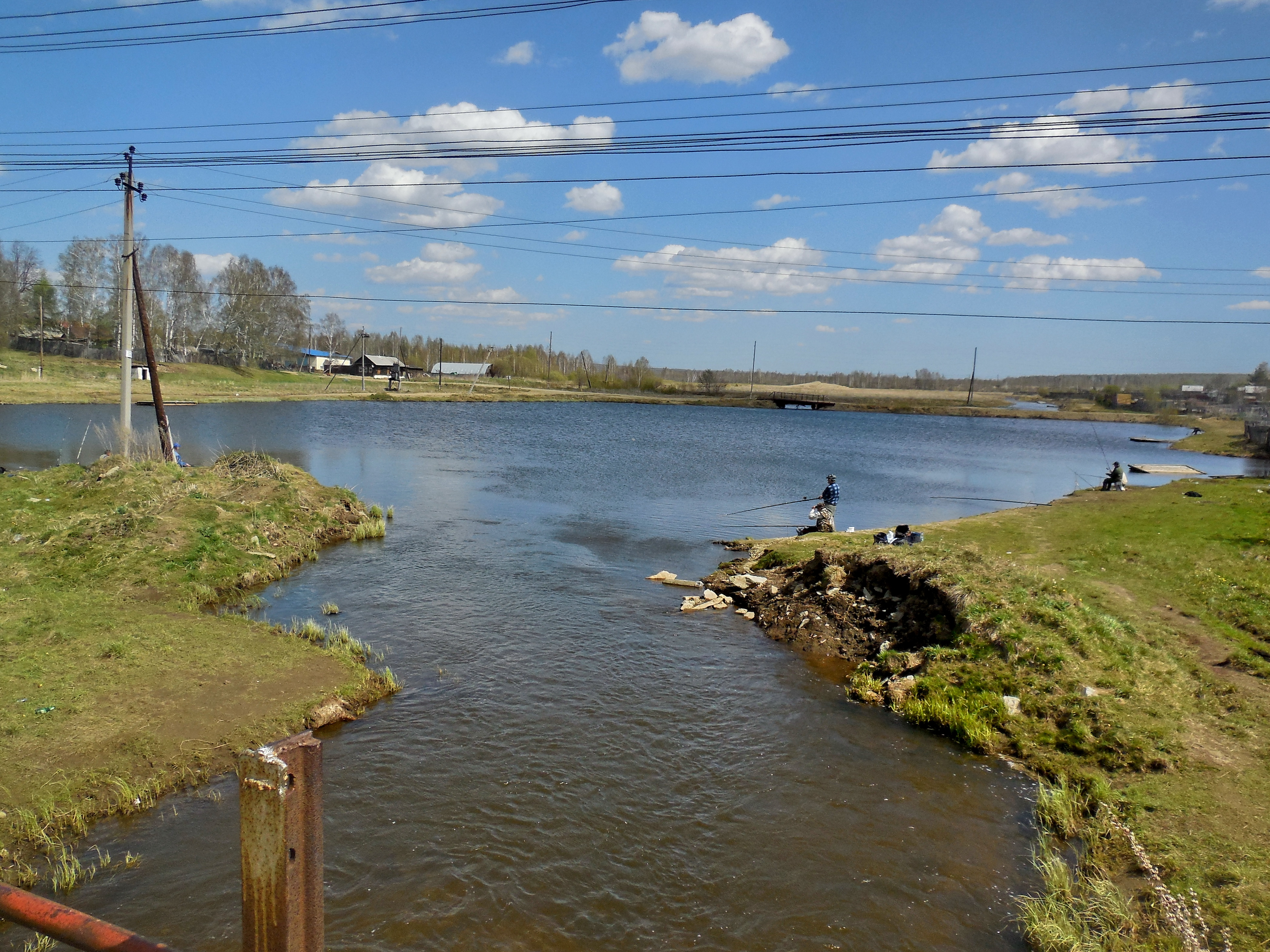
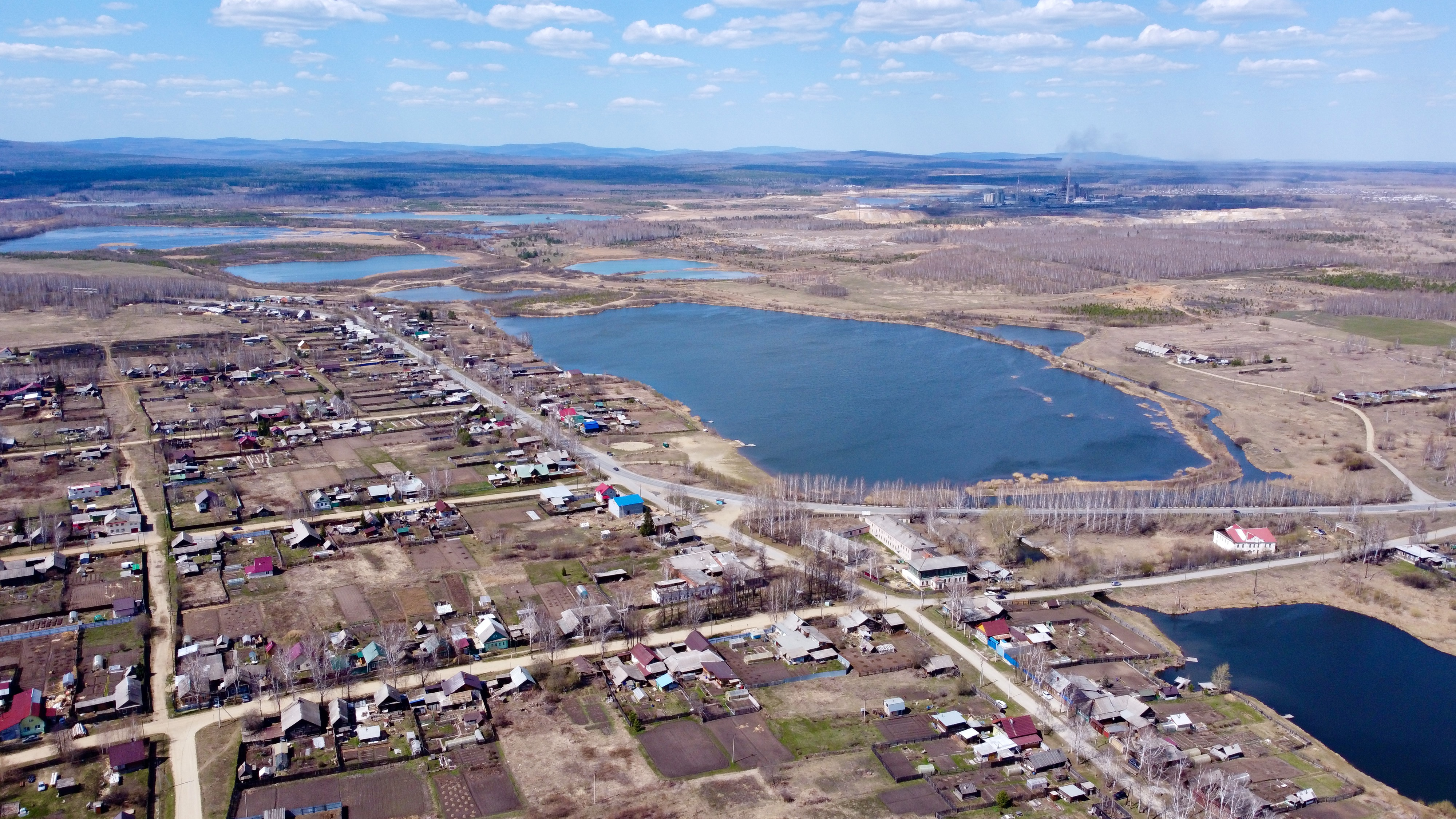